# ポリッジ

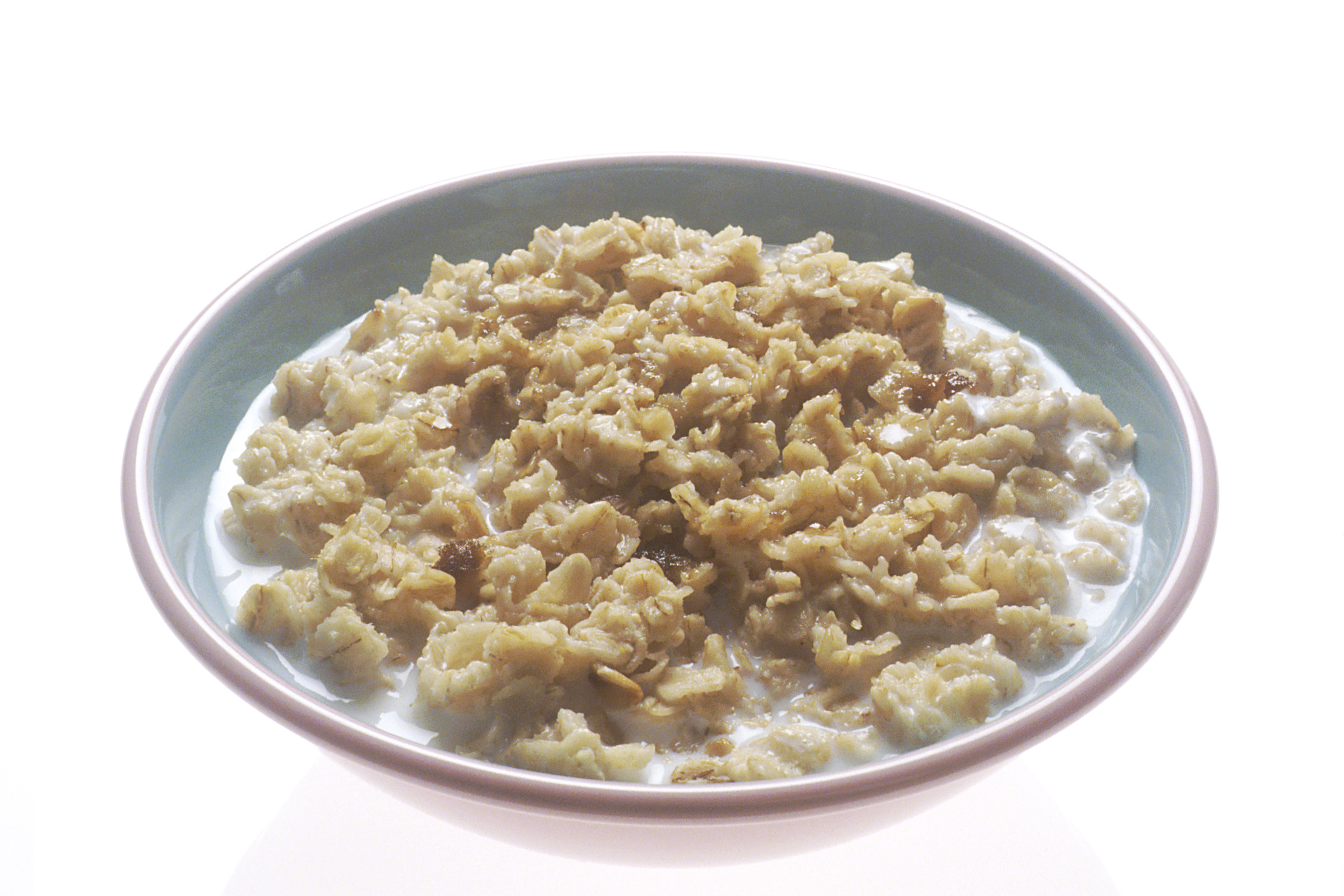
オートミールのポリッジ

ポリッジ（英語: porridge）は、いろいろな種類の乾燥した穀物や野菜を水や牛乳でやわらかく煮たもの。
一般的には、オーツ麦（オートミール）を水や牛乳で煮たものに、フルーツやハチミツなどを加えた料理。古い英字綴りには「porage」もあり、こちらの綴りを採用しているポリッジ用オートミールのブランドもある。

## 概要
オートミールとポリッジとはしばしば混同されるが、オートミールはポリッジを作る材料の代表的なものであり、オートミール以外を使用したポリッジもある。広義にはアメリカ合衆国のトウモロコシを煮たもの、日本のコメを煮た粥もポリッジと呼べる。
ポリッジは、イングランド、スコットランドでは朝食として親しまれている。ポリッジは、ゴールデンシロップ、ハチミツ、メープルシロップ、砂糖などで甘みをつけて食べるのが主流であるが、塩をかけて塩味のポリッジを好む人もいる。
アイルランドでは国民食的な人気もあり、毎年コンテストが開かれている。アイルランドのコンテストには、水、塩、オートミールしか使ってはいけないというレギュレーションがあり、こだわりの混ぜ方などを競い合う。スコットランドでも、「まっとうなポリッジ」とは水と塩で煮たものとの主張がある。
オートミールは非常に栄養価の高い食品として知られており、全粒穀物であるためビタミン類やミネラルを豊富に含んでいる。食物繊維も多く含み、コレステロール濃度の低下や便秘の解消にも効果的な食物であり、心臓病にかかるリスクを下げる働きがあるとも報告されている。
オートミールは少量でも満腹感が得られて、腹持ちがよいため、ダイエット食品としても推奨される食品である。

## 歴史
ブリストル大学の人類学・考古学部門の研究チームは、アウター・ヘブリディーズ諸島の海底から出土した新石器時代の陶器を化学分析し、鍋から穀物が調理されていた証拠を発見した。穀物は乳製品や肉と混ぜ合わされ、茹でられていた形跡があり、ポリッジのようなものであったと推測された。現代イギリス人が食べているポリッジはオート麦を使用するのが一般的であるが、この時代の古代スコットランド人は小麦のポリッジを食べていたことが分析結果から分かった。
グレートブリテン島では南半分でしか小麦の栽培が行えず、小麦を精麦した小麦粉から作る「白いパン」は、何世紀にもわたって社会的地位の高さを表す象徴でもあった。一般に「白いパン」が口に入るようになったのは18世紀末以降であり、アメリカ合衆国やロシア帝国から小麦や小麦粉が大量に輸入されるようになってからのことである。これ、以前のグレートブリテン島ではライムギ、オーツ麦、大麦が主要穀物であり、パンもこれらの穀物から作らる黒パンであった。

## オートミール以外で作るポリッジ
英語圏ではよく知られる手遊び歌（童歌）に『熱いエンドウ豆のポリッジ』があるが、ここで歌われているポリッジはオートミールではなくエンドウ豆で作られる。
ローラ・インガルス・ワイルダーの児童小説『大草原の小さな家』では、上記の童歌を「エンドウ豆（pease）」から「インゲン豆（bean）」と歌って遊んでいる様子が描かれている。

## スウェーデン

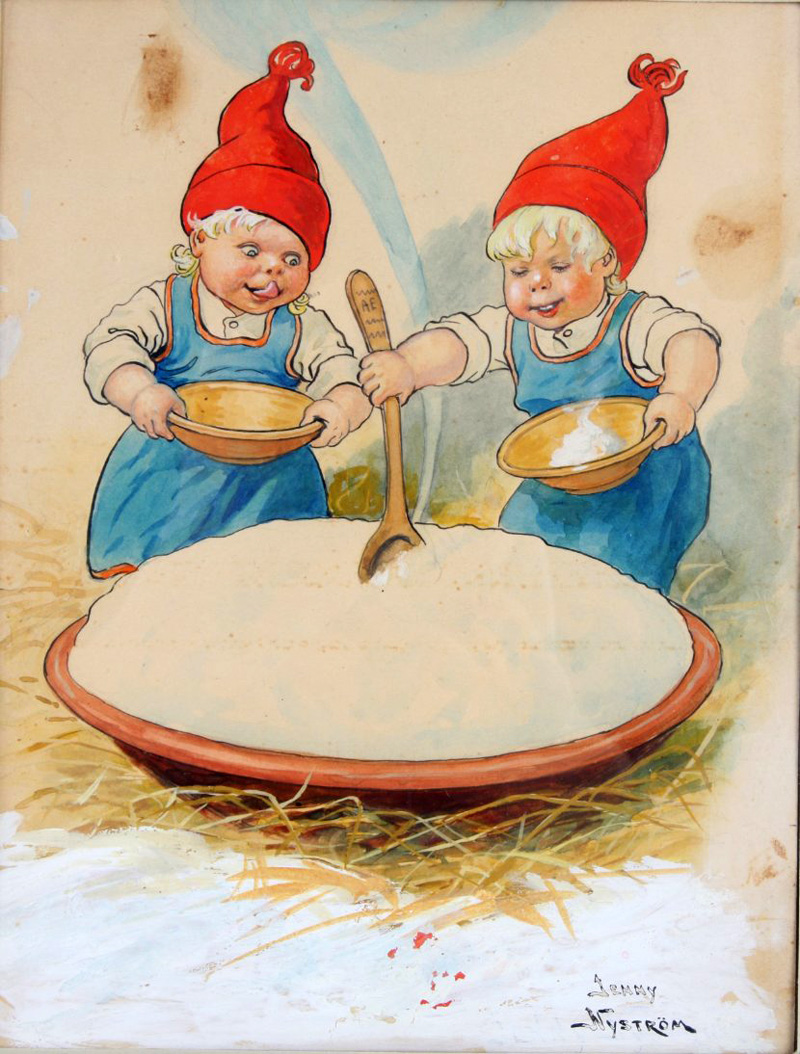
トムテとポリッジ

スウェーデンでもポリッジは朝食に食されるが、クリスマスの夕食としてポリッジが食される。また、サンタクロース用のポリッジを用意し、戸外に供える風習がある。スウェーデンではサンタクロースは妖精のトムテと同一視されており、トムテが戸外に供えられたポリッジを食べるとされる。この風習はバイキングの時代からの風習であり、サンタクロースが普及する以前は豊穣の神であるフレイへの捧げ物であった。
また、ポリッジの中にアーモンドを入れておき、自分の皿に盛られたポリッジの中にアーモンドがあったら「来年、結婚する」という言い伝えもある。